# Эквадорцы

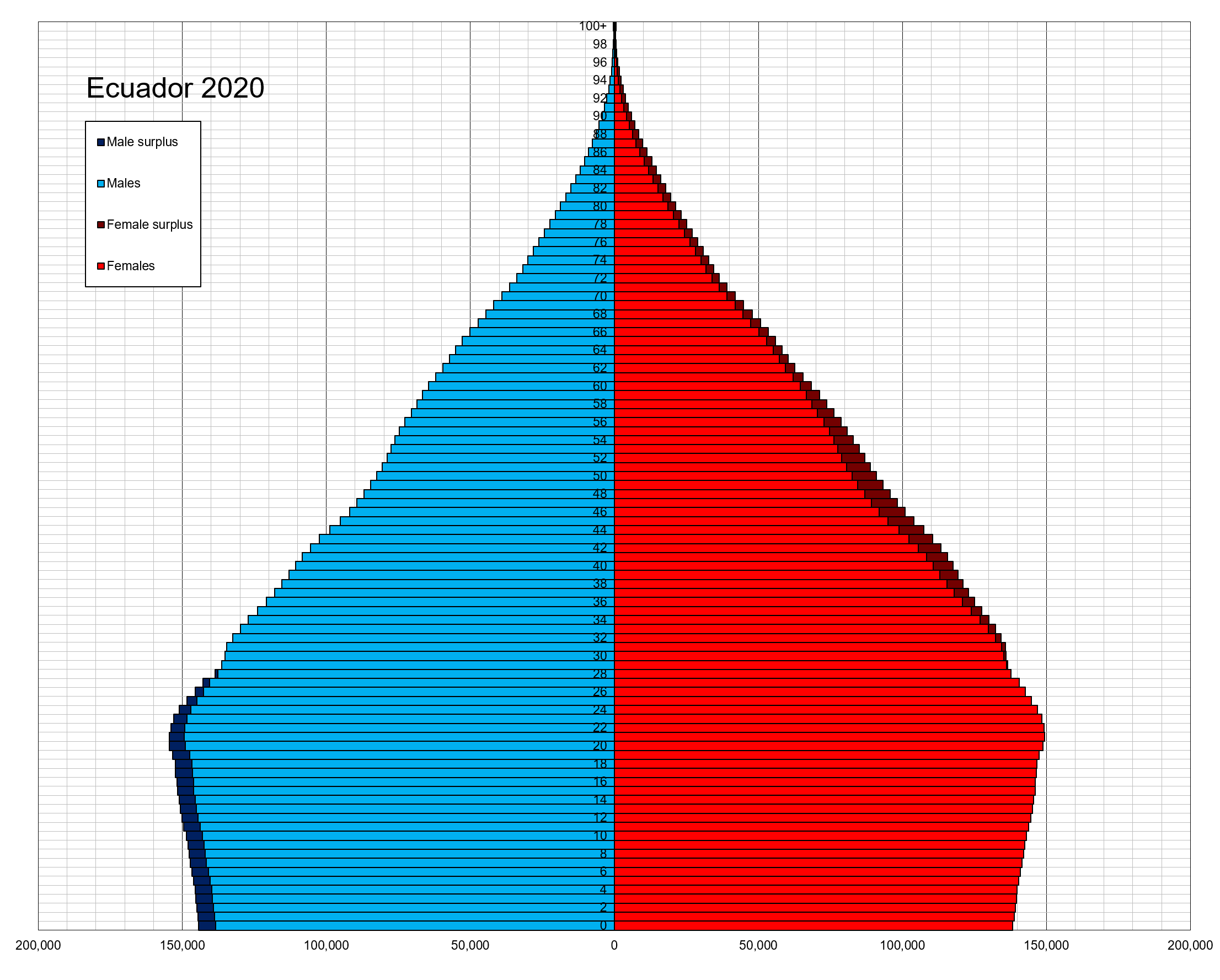
Возрастно-половая пирамида населения Эквадора на 2020 год

Эквадорцы — население Эквадора, государства в Южной Америке. Более точное значение — испаноязычный народ, населяющий Эквадор. Эквадорцами называют всех граждан Эквадора, несмотря на этническое происхождение.

## Национальный состав
В настоящее время население Эквадора, насчитывающее около 17 млн человек, состоит главным образом из 3 этнических групп, границы между которыми весьма условны:
1) Наследники исконно местных культур и народностей:
а) кечуа (39 % населения) — населяют Анды, включая разные этнические подгруппы.
б) так называемые «лесные индейцы» (1 %), населяют Амазонку, включая разные мелкие этносы и языки.
в) Тсачила (около 3 тыс.) — населяют леса между андским подножием и верховьем реки Дауле на побережье, в окрестностях города Санто Доминго.
г) Гуанкавилька (от 2 до 200 тыс.). Населяют окрестности порта Гуаякиля и полуострова Святой Елены, родственные им Манта обитают в околице городов Хипихапа, Мачалийя и Манта в провинции Манаби. Ныне полностью говорят на испанском, сохраняя свои традиции в своих сельских поселениях, в простонародье называются Чоло, их исторические наименования выходили из употребления.
2) Эквадорцы наследники испанской культуры, то есть креолы (это европеоидные, составляя 5—20 % населения) и испанометисы, потомки испанцев с относительно большой примесью коренных потомков инков и негроидных (30 %).
3) Чёрные эквадорцы, они составляют от 4 до 8 % эквадорцев. Включая условно чистые чёрные и смешанные, т. н. «мулаты».

## Три группы: испанцы, кечуа и афро
1) Американоидные культуры Эквадора:
a. Кечуа — самый крупный из современных индейских народов. Этот народ также образует значительную часть населения в Перу и в Боливии. Эквадорские кечуа в значительной мере происходят от разно племенных и разноязычных групп, воспринявших в течение нескольких последних веков язык и культуру кечуа дабы не брать совсем чуждую испанскую культуру. Основной регион расселения исконных кечуа находился в более южных областях Перу. Поэтому нация кечуа в Эквадоре включает в себя разные по традициям и культуре народы, обитающие вдоль андской горной системы от севера до юга страны:
 — Вдоль андских гор обитают: Каранки, Отавало, Кайямбе, Натабуела, Киту, Саласака, Панцалео, Чибулео, Кинса-Пинча, Пуруаа, Гуаранда, Каньяри, Сарагуро и Пальта. В амазонии также живут Кичуа-Напо со своим наречием кечуа. Они носители различных говоров кечуа, хотя до XV века у всех были свои собственные отдельные языки, про которые сегодня почти ничего не знают.
 — Отличительная черта эквадорских кечуа от перуанских является фонетически переход во словах кечуа из «э» в «и», также как из «о» в «у». Поэтому самоназвание Кечуа на территории Эквадорской республики есть «кичуа». Народ кечуа был государствообразующий народ былой Империи Инков, которую они сами называли Тауантинсуйо.
б. Лесные индейцы, к которым относятся все прочие индейские народы страны (за исключением чибча, проживающих в горах на севере), живут в тропических вечнозелёных районах и продолжают сохранять родоплеменное деление.
Выделяются несколько наиболее крупные группы лесных индейцев: семейство хибаро — племена ачуале, мурато, уамбиса, малаката, обитающие на юге Эквадора; племена аламо, ямбо и другие, говорящие на диалектах языка кечуа и живущие в амазонском бассейне и подгорье восточных Анде. В настоящее время со стороны кечуа происходит ассимиляция лесных индейцев.
Однако основные амазонские эквадорские народы это Шуар (свыше 100 тыс. чел.), родственные им Ачуар, Уаораны, Сиона-Секойа, Цараро, и прочие малочисленые лесные жители.
2) Эквадорцы наследники испанской культуры, то есть креолы (составляя 5—10 % населения) и метисы (30 %). Испаноязычные эквадорцы состоят из нескольких расовых групп:
а) метисов, потомков испанцев, смешавшихся с местными кечуа и прочими местными народами. Сохраняют обычаи испанских народов как и аборигенов, у большинства не принято иметь никакого национального определения. На побережье Тихого океана их называют «монтубиями» (монтубио), и проживают в основном в маленьких городках и в сельскохозяйственных деревнях. Городских метисов не принято назвать монтубьо. Монтубии и вообще метисы совершают корриды и родео, 12 октября — День расы в большинстве испаноязычных стран является для них народным праздником.
Монтубии провинции Манаби часто гордятся называя себя «манаба», и жителя города Гуаякиля часто называют «гуайяко». В других областях страны испано-метисы принимают другие названия, такие как «чуллья» или «чужа» китеньо в горном городе Кито, и «чуллья» или «чужа» риобамбеньо в горном городе Риобамбе, в то же время городские жители тех же горных городов провинциальных приезжих называют «чагра». Житель провинции Каньяр — каньярехо. Житель города Куэнки — морльако. Город Лоха (Льоха) часто называют Кастильским, и его жители — Лохано.
б) ассимилированных индейцев, для которых также не принято самоопределиться, которых иногда называют «чоло», слово иногда оскорбительное, в зависимости от контекста.
в) Европеоидного населения (креолы), то есть, потомки испано-язычных европеоидных, также просто называют себя эквадорцами, а потомки малочисленных диаспор других европейцев сохраняют свои идентичности, хотя со временем могут её потерять. Потомки белых испанцев в основном проживают на севере побережной провинции Манаби, городе Гуаякиль, и южной части страны.
г) Негров, мулатов и самбо, у них есть только расовая самоидентификация, а не этническая, просто называют себя афро-эквадорцами. В основном проживают на севере побережья Эквадора, как и в долине реки Чоты горной провинции Имбабуры, как и в городе Гуаякиле особенно в неблагополучных районах импровизированной эммиграции из сёл в город. Чёрные почти полностью ассимилированы обществом из-за того что, у них собственного языка нет и говорят на испанском с характерной фонетикой. Побережных афро-эквадорцев тоже могут называть монтубио, когда живут среди монтубийского населения. Хотя сохраняют музыку, еду, народные костюмы и праздники из Африки, но чаще всего не представляют какую-либо африканскую нацию.
Можно сказать что в настоящее время метисы составляют 6/10 от общего населения Эквадора, европеоидные — 1/5, негроидные — 1/10, а индейцы, которые ещё говорят на родном языке, составляют от 5 до 7 % населения Эквадора. Доля чёрных в населении Эквадора значительно выше, чем в других андских странах, за исключением Колумбии. Афро-эквадорцы являются потомками негров-рабов, бежавших с невольничьего судна в 1534 и 1623 годах и смешавшихся с местными индейцами, а потом и с европеоидами. Именно они более двух веков не признавали власть испанской администрации и жили обособленно в провинции Эсмеральдас до независимости Кито от Испании в 1830 году, когда это стало называться Эквадором и власть нового государства начала ещё более активную испанизацию всего населения Эквадора.
Кроме указанных национальных групп, в Эквадоре постоянно проживают граждане других стран, такие как колумбийцы (25—30 тысяч), и в небольшом количестве такие иностранные граждане, как итальянцы (5 тысяч), испанцы (5 тысяч), немцы (10—15 тысяч), японцы (5 тысяч), американцы (2 тысячи), перуанцы (2 тысячи), китайцы (3 тысячи), евреи (1 тыс. человек).
Количество жителей Эквадора, которые родились в Колумбии, оценивается почти в полмиллиона человек. Колумбийцы, как правило, в значительно меньшей мере унаследуют гены древних жителей континента (всего 35—40 %), доля которых у эквадорцев в среднем достигает 60 %.
Количество потомков итальянцев приближается к 50 тысячам. Столько же, как и потомков немцев и китайцев.
Потомки арабов (в частности, ливанцев) в 1980-е составляли около 50 000. Некоторые наблюдения говорят, что общее число их потомков сегодня может достигать 200 тысяч.
Потомков норвежцев — примерно 16 тысяч.
Граждане Соединённых Штатов иммигрируют в Эквадор обычно в пенсионном возрасте, их количество в стране превышает 15 000 человек.

## Расселение и динамика
Средняя плотность населения в Эквадоре составляет 33 человека на 1 км², однако распределено оно по территории неравномерно. Наиболее заселены прибрежные и горные районы, называемые Коста (побережье) и Сьерра (горы Анде) соответственно. Здесь плотность населения достигает 60 человек на 1 км². В то же время в Орьенте (восток страны), равнинной восточной и центральной частях страны, покрытой вечнозелёным тропическим лесом, плотность менее 1 человека на 1 км². Население сосредоточено здесь лишь на отдельных возвышенных местах.
Внутренние миграции направлены из западных районов страны в восточные, и из сёл в города. Иммиграция и эмиграция очень невелики и не оказывают влияния на динамику населения. Для Эквадора характерны высокая рождаемость при снижающемся уровне смертности населения. Так, только с 1950 по 1983 год население страны увеличилось в 2,3 раза, а городское население — в 4,5 раза.

## Языки и религия
Испанский язык в Эквадоре является и государственным, и родным для более чем 90 процентов населения. Однако некоторая часть населения страны двуязычна (примерно 8 %). Так, кечуа почти всегда владеют и испанским, смешанным со словами из языка кечуа. Диалектальные зоны испанского языка в Эквадоре делятся главным образом на две части:
Речь побережья — объединяющая похожие говоры:
Манаба (приморский говор), речь монтубия (деревенский говор), Гуайяко (городской говор), город Мачала тоже входит в побережную зону диалектов, но несильно уделяется им внимание, так как в нём нет особых отличий, вызывающих внимания. А наоборот, зона обитания афроэквадорцев также входит в прибрежную зону, однако их фонетика сильно специфична, благодаря африканской фонетической основе. Как правило, у носителей прибрежных говоров не слышен звук «s», который у них порой похож на английский «th», особенно у сельских монтубио, либо вообще заменяется придыханием.
Побережную речь характеризуют угрожающая самоуверенность, гордость, вольный дух, громкость, расслабленное произношение, невыговаривание «s», пропускание «d» в окончаниях между гласными, к примеру:
- obligádo — obligá'o (объязан).
- ciudád — ciudá' (город)

У монтубио также встречаются такие слова как:
- Bejúco (бехуко) — длинная деревянная палка или ветка.
- Aguaitár (агуайтар) — видеть, наблюдать (устаревшее слово).
- Toquílla (Токийья) — трава, из которой делают шляпы, панамы.
- Caléta (улично-городское слово) - хата.
- Salón (исп.- зал, салон) — помещение, используемое как бар для пьянствующих, в маленьких городах монтубио.
- Cantína - (исп.) чайник или бар пьянствующих.

Также популярные среди них обще-испаноязычные сельские сокращения:
- Pa' (сокр. «para») — для
- 'éntro (сокр. adentro) — внутрь, внутри.

Характерно повторение слога в прилагательных, чтобы увеличить превосходную степень столько раз, столько посчитают нужным:
- Mismísimo — mismisisisísimo (тот же самый).
- Hermosísimo — Hermosisisísimo (типо "сааамый красивый).

Adentro — adentrísimo — *adentrisisísimo (типо «ооочень глубоко/внутри»).
Нагорная диалектальная зона - включает и амазонский регион, так как в амазонские долины заселились, преимущественно спускаясь с Андских гор. Проговаривание почти всех звуков чёткое, особенно звук "s", однако "r" получается у них ближе к чешскому "ř", для аналогии можно привести слово "река" (рус.) и его чешский эквивалент "ржека" (чешск.). Таким образом, слово Carro (машина, авто), получается ближе к "carsho"- это фонетическое влияние кечуа. Для данной группы нагорных говоров характерна конструкция вроде "дай мне делая", "дай мне сделавши" - унаследована из кечуа:
а) "Dame haciendo la tarea" вместо "hazme la tarea". ("Дай делая мне домашку", вместо "делай мне домашку")
б) "Andarás diciendo la verdad" вместо "Dí la verdad". ("Будешь ходит... / Ходи правду говоря" вместо "говори правду").
Для горных андских говоров Эквадора характерны такие слова из горовов языка кечуа как:
Guágua - дитя
Curuchúpa - радикальный католик (общий род (м. и ж.р.))
Carishína - плохая домохозяйка, или женщина возмужавшая
Mínga - коллективная работа, типа "субботник".
Guámbra - юный, юная (общего рода)
Chúlla - одинок, холостяк, городской житель Кито или Риобамбы
Chácra - участок сельской местности
Chágra - провинциал, приезжий из другого края или села.
Chápa - охранник, полицейский
Chólo - испанизированный коренной американец.
lóngo/lónga - индеец/индеянка
Runa - мужчина (только по отношению к индейцам)
Wármi - женщина (также только к индеянкам)
Говор города Лохи тоже относится к нагорным, содержит такие слова как:
Marcar (исп.-давать метку, отмечать по контуру) - брать в объятия.
Menear (исп.- шатать, размешивать) - сдинуть, двигать.
Quesillo (исп.-сыр (уменьш.)) - нежный молодой недоделанный сыр солённый.
Répe - бабановый суп, традиционный из Лохи и её провинции (древней Губернии Ягуарзо́нго (до XVIII века).
В говоре Куенки содержатся такие слова как:
Gára - весело, круто, удивительно (восклицательное слово).
Morlaco или morlaca - родом из области города Куенки.
Общие слова для говоров каньярехов, морльаков и льоханов, жителей Макас, Заморы и их провинций считаются:
Súca ж.р. - súco м.р. - русоволосый (-ая), блондин (-ка).
Salón - (исп.- зал, салон) - помещение, использованное как столовая — или, может, даже ресторан (на побережье Эквадора так называют же бары, пивные или кабаки).
Ещё у жителей данных горных регионов встречается выражение вроде "Él se fué a volvér" (Он дабы вернуться отошёл), что означает "Он ушёл, но скоро вернётся", или "он ненадолго отошёл".
Общеэквадорские выражения:
Mánde (исп. - "повелите") - ответное обращение. Типо "слушаю вас!".
fúnda (исп. - "ручной мешок, наволочка") - полиэтиленовые или бумажные пакеты.
ñáño/ñáña (кечуа [ньяньо]) - брат, братишка/сестрёнка.
canguil (Кангиль) - "popcorn".
Colectívo - коллективный городской общественный автобус (общеиспаноамерикаизм).
Buséta - маршрутка.
"en antes" - (исп. "в прошлом") "недавно" - сегодня утром/днём [было], несколько часов назад, или же также "давно".
Presidenciáble - (неологизм журналистов) кандидат в президенты.
Cantína - (исп.) чайник, бар пьянствующих.
Кечуа, язык империи инков также используется в некоторых районах в школьном образовании, на нём издаётся литература, выходят в эфир радио- и телепередачи. Это часть государственной работы по сохранению местных народов Эквадора, хотя из-за этого многие потомки испано-метисов отрицают свои испанские корни. Ныне около 5 % населения Эквадора говорит на кечуа (кичуа), но есть мнение, что в 1830 годы кечуа был родным языком для не менее чем 30 % населения страны.
Подавляющая часть эквадорцев по вероисповеданию — католики. Кечуа — также католики, однако многие кечуа сохраняют некоторые элементы своей прежней религии, связанной с культом солнца. Однако самые радикальные подданные Папы римского — это жители Кечуаязычных регионов анде, нежели чисто испаноязычное побережье. У лесных индейцев Амазонки преобладают родоплеменные верования. В Эквадоре около 250 тыс. свидетелей Иеговы, около 40 тыс. Адвентистов, среди них около 500 адвентистов-реформистов. Особенно примечателен рост у пятидесятников и прочих районных общин харизматического характера. В Эквадоре есть одна мечеть.

## Статистика
Численность населения — 14,3 млн (оценка на 2010 год). К 2022 году - ближе к 18 миллионам. В 1950-е были 3,5 млн.
Годовой прирост — 1,5 %;
Рождаемость — 20,8 на 1000;
Смертность — 5 на 1000;
Эмиграция — 0,8 на 1000.
Средняя продолжительность жизни — 72,4 у мужчин, 78,4 у женщин.
Заражённость вирусом иммунодефицита (ВИЧ) — 0,3 % (оценка 2007 года).
Этно-расовый состав: метисы 65 %, индейцы 25 %, белые 7 %, негры 3 %.
Языки: испанский (официальный), а также индейские языки (в основном кечуа).
Грамотность — 92 % мужчин, 90 % женщин (по переписи 2001 года).
Религии: католики 95 %, другие 5 %.

## Динамика численности населения Эквадора
| Год            | Население  |
| -------------- | ---------- |
| 1              | 400 000    |
| 1500           | 2 000 000  |
| 1600           | 1 000 000  |
| 1700           | 500 000    |
| 1750           | 349 000    |
| 1800           | 451 000    |
| 1850           | 816 000    |
| 1900           | 1 400 000  |
| 1910           | 1 617 000  |
| 1920           | 1 790 000  |
| 1930           | 1 944 000  |
| 1940           | 2 466 000  |
| 1950           | 3 203 000  |
| 1960           | 4 325 000  |
| 1970           | 5 962 000  |
| 1980           | 7 961 000  |
| 1990           | 10 189 300 |
| 2000           | 12 920 100 |
| 2010           | 14 333 800 |
| 2030 (прогноз) | 18 839 000 |
| 2050 (прогноз) | 23 100 000 |
| 2100 (прогноз) | 15 600 000 |

Согласно переписи населения 2010 население Эквадора достигло 14 млн чел.

## 5 крупнейших городов (2010)
1. Гуаякиль — 2 286 000 (2010). 2,7 млн (2020)
2. Кито — 1 650 000 (2010). 2,7 млн (2020)
3. Куэнка — 329 000 (2010). 650 000 (2020)
4. Мачала — 254 000 (2010). 300 000 (2020)
5. Санто-Доминго — 236 000 (2010). 400 000 (2020)